# Mörttjärnen (Föllinge socken, Jämtland, 707461-145640)
Mörttjärnen är en sjö i Krokoms kommun i Jämtland och ingår i Indalsälvens huvudavrinningsområde.